# Laverda Navarro
La Navarro è una motocicletta della Moto Laverda prodotta, nella cilindrata 125 cm³, dal 1990 al 1992.

## Descrizione
Questa moto non si differenzia molto dal modello precedente che era in produzione dal '86 e che venne sostituita nel '90 da questa sua rivisitazione, che riprende la forma e le caratteristiche generali, anche se ora ha una linea decisamente più morbida e arrotondata e più coprente, difatti ora il motore è completamente coperto e non più a vista, le frecce posteriori non sono più integrate alla carena, soluzione rimasta per le frecce anteriori, mentre nell'impianto frenate, non si utilizza più il doppio disco anteriore da 240mm, ma si passa al disco unico da 320mm, mentre al posteriore la pinza non è più alloggiata su una piastra oscillante, ma è fissa, inoltre entrambe le ruote diventano da 17" e non sono più da 16" (anteriore) e 18" (posteriore).
Un appunto sul motore che era lo stesso della Cagiva C 12 dell'epoca ma causa la pesantezza e l'aerodinamica inusuale della moto, non riusciva a replicare le stesse prestazioni.